# 曽根泰教
曽根 泰教（そね やすのり、1948年1月11日 - ）は、日本の政治学者。専門は、政治学・政策分析論。慶應義塾大学大学大学院政策・メディア研究科教授等を経て、慶應義塾大学名誉教授。

## 経歴
神奈川県生まれ。神奈川県立厚木高等学校、慶應義塾大学法学部政治学科を卒業後、同大学大学院法学研究科修士課程および同博士課程修了。
1972年、慶應義塾大学法学部助手、1975年、同大学法学部専任講師、1979年、同大学法学部助教授、1985年、同大学法学部教授、を経て1990年より同大学総合政策学部教授。1994年以後は、同大学大学院政策・メディア研究科教授を兼任し、2018年3月31日まで勤めた。この間、イェール大学政治学部客員研究員、オーストラリア国立大学客員研究員、エセックス大学政治学部客員教授、ハーバード大学国際問題研究所客員研究員を歴任。
新しい日本をつくる国民会議主査。慶應義塾大学DP研究センター長。「エネルギー・環境の選択肢に関する討論型世論調査」実行委員会委員長。公益財団法人日本国際フォーラム政策委員。
最近では、ジェイムズ・フィシュキンらとともに討論型世論調査を提唱している。

## 結婚デマ騒動
2017年5月、作家の阿川佐和子が週刊文春に慶應義塾大学S元教授（当時69歳）と結婚したという手記を掲載した。ところがS元教授のことを現役の慶應義塾大学教授だった曽根のことと勘違いした多くの教え子や同僚、古くからの友人などから問い合わせを受け、年賀状で祝福されるといった事態に発展した。曽根は弁護士を通じて誤解を広めたブログ記事の削除を要請し、33本の記事が削除された。

## 著書

### 単著
- 『決定の政治経済学――その理論と実際』（有斐閣, 1984年）
- 『現代の政治理論』（放送大学教育振興会, 1989年）
- 『日本ガバナンス――「改革」と「先送り」の政治と経済』　（東信堂,　2008年）

### 共著
- （金指正雄）『ビジュアル・ゼミナール日本の政治』（日本経済新聞社, 1989年）
- （大嶽秀夫・鴨武彦）『政治学』（有斐閣, 1996年）

### 共編著
- （富田信男）『世界政治のなかの日本政治――多極化時代の戦略と戦術』（有斐閣, 1983年）
- （白鳥令）『現代世界の民主主義理論』（新評論, 1984年）
- Political Dynamics in Contemporary Japan, co-edited with Gary D. Allinson, (Cornell University Press, 1993).
- （内田健三・早野透）『大政変・同時進行分析――細川・羽田「リレー政権」の航跡』（東洋経済新報社, 1994年）
- （崔章集）『変動期の日韓政治比較』（慶應義塾大学出版会, 2004年）
- （大山耕輔）『日本の民主主義――変わる政治・変わる政治学』（慶應義塾大学出版会, 2008年）

### 監修
- （James S. Fishkin）『人々の声が響き合うとき：熟議空間と民主主義』（早川書房, 2011年）